# فارنهام ۱۶۹۴۶
سیارک ۱۶۹۴۶ (به انگلیسی: ۱۶۹۴۶ Farnham، نامگذاری:۱۹۹۸HJ۵۱) شانزده هزار و نهصد و چهل و ششمین سیارک کشف شده‌است که در ۲۵ آوریل ۱۹۹۸ کشف شد. قدر مطلق سیارک برابر ۱۸.۶ است.